# Toolida infrequens
Toolida infrequens is een insect uit de familie van de Mantispidae, die tot de orde netvleugeligen (Neuroptera) behoort. 
Toolida infrequens is voor het eerst wetenschappelijk beschreven door Lambkin in 1986.